# Inocybe geraniodora
Inocybe geraniodora är en svampart som tillhör divisionen basidiesvampar, och som beskrevs av Jules Favre. Inocybe geraniodora ingår i släktet Inocybe, och familjen Crepidotaceae. Arten är reproducerande i Sverige.